# Örberga socken
Örberga socken i Östergötland ingick i Dals härad och området ingår sedan 1980 i Vadstena kommun och motsvarar från 2016 Örberga distrikt.
Socknens areal är 19,65 kvadratkilometer, allt land. År 2000 fanns här 155 invånare. Kyrkbyn Örberga med sockenkyrkan Örberga kyrka ligger i denna socken. 

## Administrativ historik
Örberga socken har medeltida ursprung. 
Vid kommunreformen 1862 övergick socknens ansvar för de kyrkliga frågorna till Örberga församling och för de borgerliga frågorna till Örberga landskommun. Landskommunen inkorporerades 1952 i Östgöta-Dals landskommun, ingick från 1967 i Vadstena stad som 1971 ombildades till Vadstena kommun, ingick 1974-1979 i Motala kommun och från 1980 i Vadstena kommun. Församlingen uppgick 2006 i Dals församling.
1 januari 2016 inrättades distriktet Örberga, med samma omfattning som församlingen hade 1999/2000.  
Socknen har tillhört samma fögderier och domsagor som socknens härader.  De indelta soldaterna tillhörde  Första livgrenadjärregementet, Motala kompani och Andra livgrenadjärregementet, Vadstena kompani.

## Geografi
Örberga socken ligger vid Vättern väster om Vadstena. Socknen är en kuperad uppodlad slättbygd.

## Fornlämningar
Kända från socknen är spridda gravar från bronsåldern och åtta gravfält från järnåldern. En runristning är antecknad härifrån.

## Namnet
Namnet (1270 Örabyrgh) kommer från kyrkbyn. Förleden är ör, 'sand, grus', efterleden är berg. Kyrkan ligger på en markerad höjd.

## Personer från bygden
Här växte Axel Hägerström upp. Verner von Heidenstams son Dag ligger begravd på kyrkogården. 

### Fotnoter
1. 1 2  Svensk Uppslagsbok andra upplagan 1947–1955: Örberga socken
2. 1 2  Harlén, Hans; Harlén Eivy (2003). Sverige från A till Ö: geografisk-historisk uppslagsbok. Stockholm: Kommentus. Libris 9337075. ISBN 91-7345-139-8
3. ↑  ”Församlingar”. Statistiska centralbyrån. https://www.scb.se/hitta-statistik/regional-statistik-och-kartor/regionala-indelningar/forsamlingar/. Läst 30 december 2022.
4. ↑  Administrativ historik för Örberga socken (Klicka på församlingsposten). Källa: Nationella arkivdatabasen, Riksarkivet.
5. 1 2  Sjögren, Otto (1931). Sverige geografisk beskrivning del 2 Östergötlands, Jönköpings, Kronobergs, Kalmar och Gotlands län. Stockholm: Wahlström & Widstrand. Libris 9939
6. 1 2  Nationalencyklopedin
7. ↑  Fornlämningar, Statens historiska museum: Örberga socken
8. ↑  Fornminnesregistret, Riksantikvarieämbetet: Örberga socken Fornminnen i socknen erhålls på kartan genom att skriva in sockennamn (utan "socken") i "Ange geografiskt område"
9. ↑  Mats Wahlberg, red (2003). Svenskt ortnamnslexikon. Uppsala: Institutet för språk och folkminnen. Libris 8998039. ISBN 91-7229-020-X. https://isof.diva-portal.org/smash/get/diva2:1175717/FULLTEXT02.pdf